# Sybra geminatoides
Sybra geminatoides är en skalbaggsart som beskrevs av Stefan von Breuning 1940. Sybra geminatoides ingår i släktet Sybra och familjen långhorningar. Inga underarter finns listade i Catalogue of Life.